# Juniville
Juniville – miejscowość i gmina we Francji, w regionie Grand Est, w departamencie Ardeny.
Według danych na rok 1990 gminę zamieszkiwało 829 osób, a gęstość zaludnienia wynosiła 32 osoby/km².

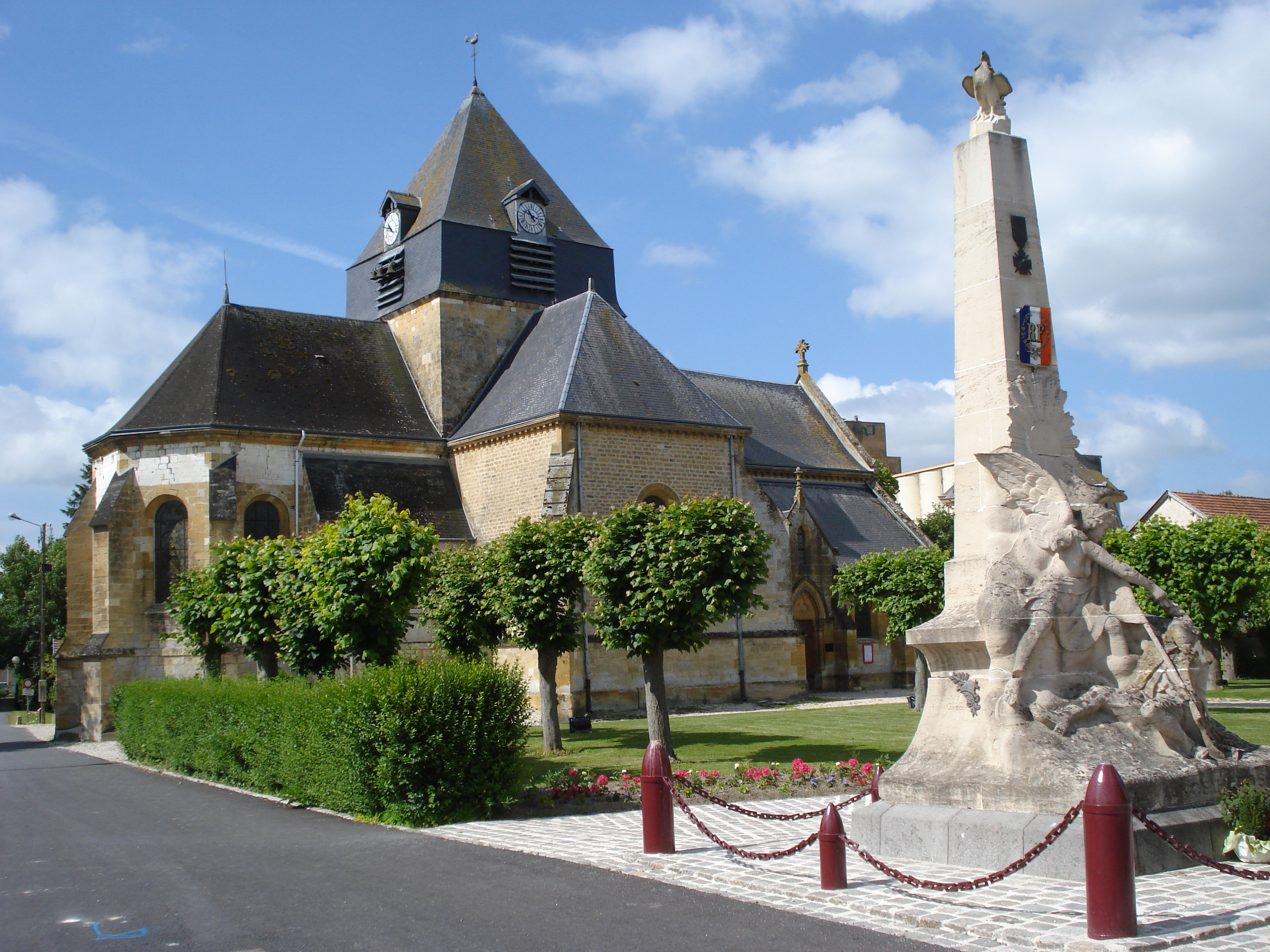
Kościół i pomnik w Juniville, 2009